# St. Monika (Afferde)

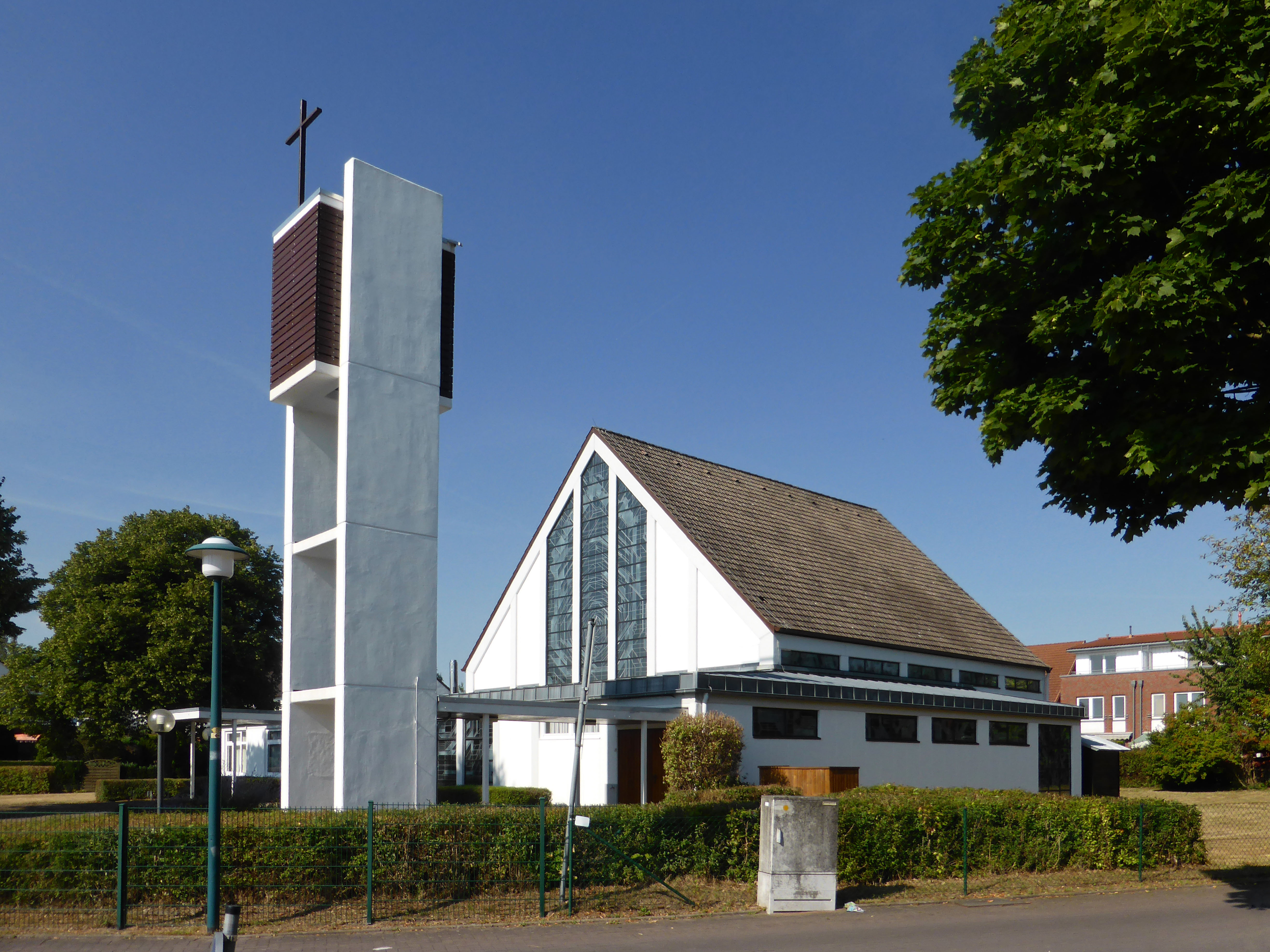
Kirchengebäude

Sankt Monika ist eine ursprünglich römisch-katholische, heute zur Mennonitischen Brüdergemeinde Lemgo gehörende Kirche in Afferde, einem Stadtteil von Hameln, der Kreisstadt des Landkreises Hameln-Pyrmont in Niedersachsen. Die Kirche wurde 1970/71 erbaut und nach der heiligen Monika von Tagaste benannt. 2009 erfolgte die Profanierung als römisch-katholische Kirche und die Übergabe an die mennonitische Brüdergemeinde.

## Geschichte
1970 erfolgte die Grundsteinlegung der Kirche, und am 17. Juni 1971 folgte ihre Benediktion durch Bischof Heinrich Maria Janssen. Die Kirche steht auf dem Grundstück St.-Monika-Straße 1 (Ecke Cumberlandstraße) in Afferde und gehörte vor ihrer Profanierung zuletzt zur katholischen Pfarrgemeinde St. Augustinus mit Sitz in Hameln, im Dekanat Hameln-Holzminden (heute Dekanat Weserbergland) des Bistums Hildesheim.
Auf Grund zurückgehender Finanzmittel, aber auch der geringer werdenden Zahl von Priestern und Kirchenmitgliedern erfolgte 2009 im Bistum Hildesheim eine Einstufung aller Kirchen nach ihrer künftigen Notwendigkeit. Damals wurde die St.-Monika-Kirche als „für die pastorale Entwicklung nicht unbedingt notwendig“ angesehen und zur Schließung vorgesehen.
Am 21. Juni 2009 erfolgte die Profanierung der Kirche durch Domkapitular Adolf Pohner, im Oktober 2009 wurde sie an die Mennonitische Brüdergemeinde Lemgo verkauft. Teile des Inventars wurden nach der Profanierung an die Kirchengemeinde Hl. Theresia Benedicta vom Kreuz in Danzig (Polen) verschenkt.
Im November 2009 wurde die Kirche als Filialkirche St. Monika der mennonitischen Brüdergemeinde aus Lemgo wieder eröffnet. Der Bedarf für eine freievangelische Kirche in Hameln war durch die Ansiedlung mennonitischer Aussiedler aus Russland entstanden.

## Architektur und Ausstattung
Die geostete Kirche wurde nach Plänen von Josef Fehlig vom Diözesanbauamt erbaut, ausgeführt als Betonfertigteilkirche mit freistehendem Glockenturm, und befindet sich in rund 83 Meter Höhe über dem Meeresspiegel.
Von diesem Kirchentyp wurden im Bistum Hildesheim eine Reihe weiterer Kirchen erbaut, so 1969 in Altenwalde und Sudmerberg, 1970 in Dungelbeck, Meckelfeld und Poggenhagen, 1971 in Hohegeiß, Luthe, Meine, Schwanewede und Winsen (Aller), 1972 in Gifhorn, Ronnenberg, Stederdorf und Wittingen, 1974 in Vorwerk, 1975 in Dransfeld, Münchehof und Rodenberg, und 1976 in Rhüden.